# Alzinar de Mur
L'Alzinar de Mur era un bosc d'alzines del terme municipal de Castell de Mur, a l'antic terme de Mur, en territori de Mur, al Pallars Jussà.
Està situat a ponent del castell de Mur, al sud del Solà de Miravet i al nord-oest de los Trullols. És a l'esquerra del barranc de Mur.

## Etimologia
Es tracta d'un topònim romànic modern, de caràcter purament descriptiu: es tracta d'un alzinar (bosc d'alzines) pertanyent al territori de Mur.